# Pierre Depoid
 (janvier 2015).
 (janvier 2015).
Pierre Depoid, né le 15 décembre 1909 à Paris où il est mort le 23 janvier 1968, est un statisticien français, ancien élève de l'École polytechnique promotion X 1929 et membre du réseau de la Résistance Cohors-Asturies.

## Biographie

### Services civils
- Élève du lycée Buffon et de l’École Polytechnique
- 1935-41 Statisticien à la Société de Statistique Générale de la France
- 1941-45 Secrétaire général du groupe Technique des Sociétés d’assurances Accidents
- 1945-46 Collabore à la création de l’INED (Institut National d’Etudes Démographiques) sous la direction d’Alfred Sauvy
- 1945-51 Directeur adjoint de la Compagnie d’Assurances Générales Accidents
- 1952-64 Directeur général des Compagnies d’Assurances La Prévoyance
- 1964-68 Directeur général adjoint du Groupe de Paris (Paternelle-Prévoyance-Minerve)
- Professeur à l’Institut de statistique de l'université de Paris
- Vice-président de l’Institut international de Statistique

### Services militaires
- 1938 Lieutenant, formation à l’Ecole de perfectionnement du Chiffre
- 1939 Mobilisé, affecté à l’État Major de l’Armée (Service du Chiffre) note du capitaine Burlot : chargé de décrypter le code allemand, me fis adjoindre le jeune Depoid, menant à demander à BULL la réalisation d’une machine qui aurait été le premier ordinateur français.

### Résistance
- 1940 Marcel Ferrières X 1916, travaille avec des spécialistes et anciens X dont Marcel Notté 05 Elie Jal 06, Georges Veaux 19, Albert Guerville 25, Pierre Depoid 29.
- 1942 Jean Cavaillès est chargé par le BCRA de Londres (Bureau Central de Renseignements) de créer le réseau Cohors-Asturies ; il le compose avec l’équipe de son beau-frère Ferrières ; parmi les codeurs “Edmond” Depoid note de Pierre Depoid: fourniture de renseignements économiques, puis dirige l’équipe de chiffrement du réseau. Cavaillès arrêté puis évadé partage la direction avec Jean Gosset
- 1943 Cavaillès arrêté puis fusillé, le réseau devient Asturies.
- 1944 Gosset arrêté et déporté, Albert Guerville dirige jusqu’à la Libération référence: Marie Granet-Cohors Asturies, histoire d’un réseau de la Résistance.
- 1948 Attestation de service en qualité d’Agent P1 sur toute la durée du réseau.

### Après guerre
- 1949 Capitaine de réserve
- 1951 Formation de Perfectionnement du Chiffre
- 1956 Chef de bataillon de réserve
- 1964 Lieutenant Colonel de réserve

## Honneurs
- Croix de guerre 1939-1945 cité à l’Ordre de la Division par le Général De Gaulle a servi hautement la cause de la Résistance et a accepté la tâche périlleuse du chiffrage et du déchiffrage du courrier dans des conditions souvent périlleuses.
- Croix des services militaires volontaires
- Médaille commémorative des services volontaires dans la France libre
- Chevalier de l'ordre national du Mérite
- Officier de la Légion d'honneur
- Prix Montyon de statistique par l’Académie des sciences

## Principales publications
- Tables nouvelles relatives à la population française, 1937
- Reproduction nette de la France depuis 1860, 1939
- Les naturalisations en France, 1942
- Collaboration au Traité de démographie de M.Landry, 1945
- Application de la statistique aux Assurances Accidents, 1950